# Sami Elopuro
Sami Elopuro (* 22. November 1964) ist ein ehemaliger finnischer Squashspieler.

## Karriere
Sami Elopuro spielte von Ende der 1980er-Jahre bis Ende 1995 auf der PSA World Tour. In dieser Zeit gelangen ihm vier Finalteilnahmen. Im Januar 1992 erreichte er mit Rang sieben seine höchste Platzierung in der Weltrangliste.
Mit der finnischen Nationalmannschaft nahm er 1985, 1987, 1989, 1991, 1993 und 1995 an der Weltmeisterschaft teil. 1991 erreichte die Mannschaft vor heimischem Publikum erstmals das Halbfinale und den abschließenden dritten Platz. 1993 stand die Mannschaft erneut im Halbfinale und wurde letztlich Vierter. Beide Male führte Elopuro die Mannschaft als Nummer eins an. Bei Europameisterschaften wurde die Mannschaft um Elopuro 1991, 1992 und 1995 Vizeeuropameister hinter England. Von 1984 bis 1990 wurde er mit Finnland jedes Jahr Dritter, so auch nochmals 1996. Insgesamt bestritt er 91 Länderspiele.
Zwischen 1989 und 1995 stand er siebenmal in Folge im Hauptfeld der Einzelweltmeisterschaft. Sein bestes Resultat war das Erreichen des Viertelfinals 1992 und 1995. In der Saison 1994 qualifizierte er sich für die Super Series Finals, in deren Gruppenphase er sieglos ausschied. Von 1987 bis 1993 sowie 1995 wurde er finnischer Landesmeister.

## Erfolge
- Vizeeuropameister mit der Mannschaft: 1991, 1992, 1995
- Finnischer Meister: 8 Titel (1987–1993, 1995)

## Belege
1. ↑  Tilastot (Memento vom 21. Juli 2013 im Internet Archive), squash.fi. Abgerufen am 11. Dezember 2015. (finnisch)

| Personendaten    | Personendaten            |
| ---------------- | ------------------------ |
| NAME             | Elopuro, Sami            |
| KURZBESCHREIBUNG | finnischer Squashspieler |
| GEBURTSDATUM     | 22. November 1964        |